# Schachinformator
Der Schachinformator (serbisch-kyrillisch Šahovski informator) war eines der bedeutendsten Periodika über Schach.
Der Informator erschien seit 1966 in Belgrad, anfangs zweimal, 1991 bis 2011 dreimal, seit 2012 viermal pro Jahr. Chefredakteur war von Beginn an der serbische Großmeister Aleksandar Matanović, bis 1997 IM Zdenko Krnić diese Aufgabe übernahm.
Jeder Band enthält etwa 700 aktuelle, überwiegend kommentierte Meisterpartien, die anhand einer ursprünglich von IM Braslav Rabar (* 1919; † 1973) entwickelten und später verfeinerten Klassifikation nach Eröffnungen (ECO-Codes) geordnet sind. Neuerungen in der Eröffnungsphase werden besonders gekennzeichnet. Um Sprachbarrieren zu umgehen, wurden Symbole zur nonverbalen Kommentierung entwickelt, die mittlerweile weltweit verwendet werden, zum Beispiel +− (Weiß steht auf Gewinn). Aus jedem Band werden von einer hochkarätig besetzten Jury die besten Partien und Eröffnungsneuerungen gewählt. Außerdem gibt es Rubriken mit ausgewählten Kombinationen und Endspielen aus dem jeweiligen Berichtszeitraum.
In den 100 Bänden, die bis 2007 veröffentlicht wurden, sind insgesamt 63.667 Partien abgedruckt, weitere 37.366 Partien sind in den Anmerkungen zitiert. Der Spieler mit den meisten veröffentlichten Partien (1709) ist Viktor Kortschnoi. Die Sweschnikow-Variante der Sizilianischen Verteidigung ist mit 1498 Partien die meistvertretene Eröffnungsvariante. Längste abgedruckte Partie ist John van der Wiel gegen John Fedorowicz, Graz 1981, die nach 143 Zügen mit einem Remis endete.
Der Schachinformator war über Jahrzehnte das wichtigste Nachschlagewerk über die Entwicklung der Schachtheorie und gehörte zum Handwerkzeug jedes ernsthaften Schachspielers. Mittlerweile sind Schachdatenbanken, zum Beispiel ChessBase, eine große Konkurrenz. Auch der Informator erschien mittlerweile parallel in elektronischer Form.
Schachweltmeister Garri Kasparow würdigte den Schachinformator mit den Worten:

„Das Erscheinen des Schachinformators Mitte der Sechziger Jahre kündigte eine Revolution in der Art an, wie sich Schachspieler auf ihre Gegner vorbereiten. Er entwickelte die erste professionelle Klassifikation der Eröffnungen, und war so der Vorläufer der heutigen computergestützten Schachdatenbanken.“

Im Verlag des Schachinformator erschienen auch die Enzyklopädie der Schacheröffnungen, eine Gesamtdarstellung der Eröffnungstheorie in fünf Bänden, die Enzyklopädie der Schachendspiele, die Anthologie der Schachkombinationen sowie verschiedene Monographien über einzelne Eröffnungssysteme.

## Kompositionsturnier
Im Jahre 1998 richtete der Schachinformator mit Politika anlässlich des 70. Jahrestages der Problemschachrubrik der Zeitung ein Schachkompositionsturnier namens Politika Meredith Tourney aus, das mit Buchpreisen im Gesamtwert von über 20.000 US-Dollar den Rekord für den höchsten Preisfonds hält.